# Мігель Анхель Лопес (велогонщик)
Мігель Анхель Лопес Морено (ісп. Miguel Ángel López Moreno , нар. 4 лютого 1994, Песка, Колумбія) — колумбійський шосейний велогонщик.

## Кар'єра
У 2014 році виступав за колумбійську команду Lotería de Boyacá — Indeportes. 2015 року підписав контракт з казахстанським клубом Astana Pro Team.
У червні 2016 колумбієць несподівано впевнено виграв багатоденку «Тур Швейцарії». У серпні за відсутності лідерів «Астани» Вінченцо Нібалі та Ару, 22-річний гонщик був заявлений капітаном команди на Вуельту Іспанії. Однак Лопес впав у завалі вже на третьому етапі і втратив всі шанси в гонці, а потім і зовсім зійшов, поступившись місцем капітана досвідченому італійцю Мікеле Скарпоні.
Брав участь у літніх Олімпійських іграх 2016 року у Ріо-де-Жанейро у груповій шосейній гонці, але зійшов з дистанції.
Восени 2016 року під час тренування у Колумбії серйозно травмував коліно. Після піврічного лікування та реабілітації навесні 2017 року він повернувся до змагань.

## Перемоги
| 2014 - 1-й у генеральній класифікації Тур де л'Авенір - 1-й гірська класифікація - 1-й на етапі 6 - 1-й Класика де Самака - 1-й на етапах 1 і 2 - 1-й Вуельта Колумбії до 23 років - 1-й на етапі 4 - 1-й Класика Фусагасуга 2015 - 4-й Вуельта Бургоса - 1-й молодіжна класифікація - 1-й на етапах 2 (ТТТ) і 4 - 7-й Тур Швейцарії | 2016 - 1-й Тур Швейцарії - 1-й Мілан — Турин - 3-й Тур Лангкаві - 1-й на етапі 4 - 4-й Тур Сан-Луїса - 1-й молодіжна класифікація - 1-й на етапі 6 - 4-й на Чемпіонаті з велогонок Колумбії 2017 - 3-й Тур Австрії 1-й на етапі 4 4-й Вуельта Бургоса 1-й на етапі 5 |